# Nils Voss
Nils Knutsen Voss (Voss, Hordaland, 22 de febrer de 1886 – Sandnes, 7 d'octubre de 1969) va ser un gimnasta artístic noruec que va competir a començaments del segle xx.
El 1912 va prendre part en els Jocs Olímpics d'Estocolm, on va guanyar la medalla d'or en el concurs per equips, sistema lliure del programa de gimnàstica.